# Cartas de último recurso

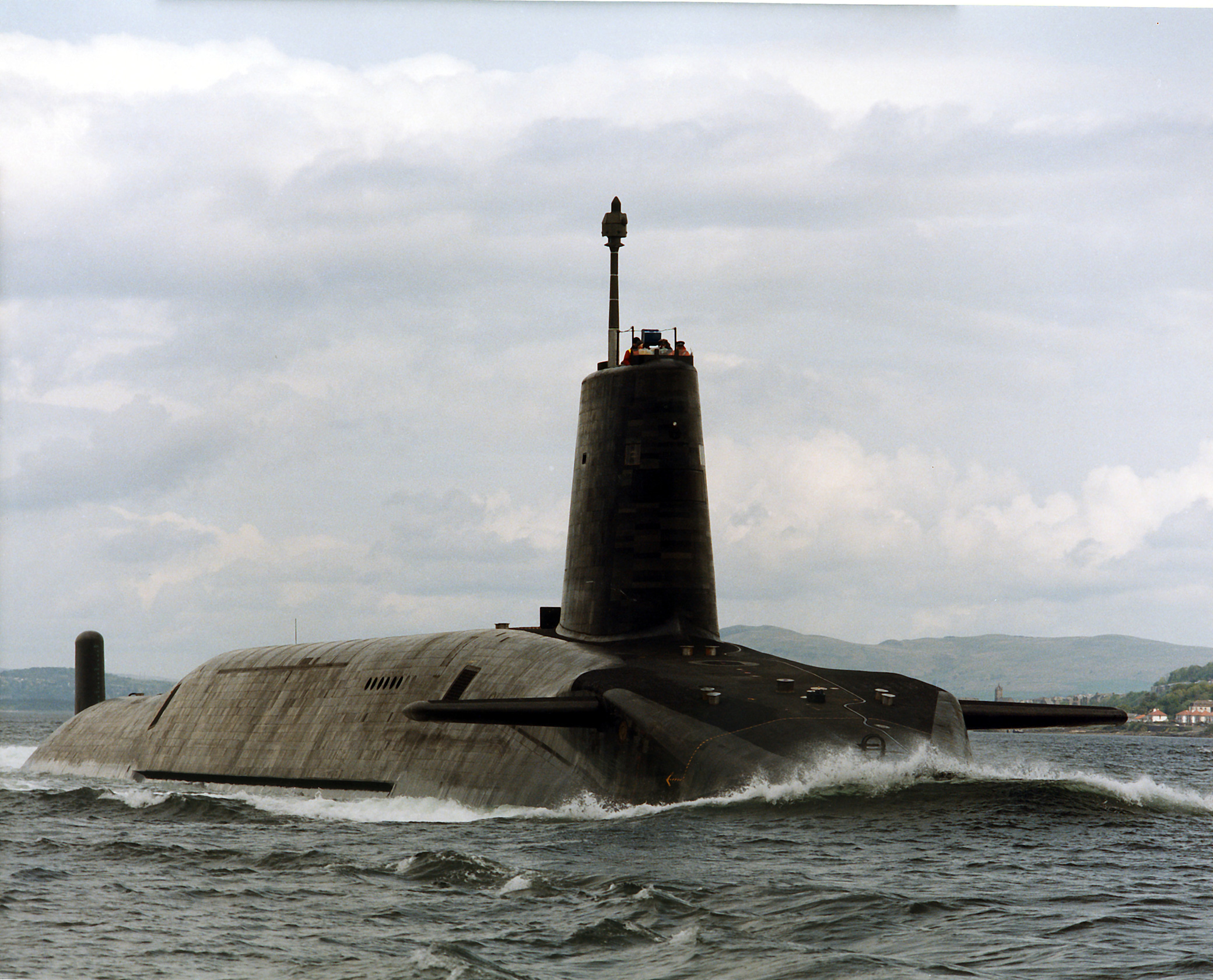
HMS Vigilant, um dos quatro submarinos da classe Vanguard que compõem o sistema de dissuasão nuclear do Reino Unido.

As cartas de último recurso são quatro cartas manuscritas, com redação idêntica, do primeiro-ministro do Reino Unido aos comandantes dos quatro submarinos britânicos com mísseis balísticos e armazenadas a bordo de cada um. Nascidas da vulnerabilidade única da Grã-Bretanha aos efeitos de ataques nucleares, as cartas contêm ordens sobre quais ações tomar se um ataque nuclear inimigo tiver destruído o governo britânico e também morto ou incapacitado de alguma forma o primeiro-ministro e a sua "segunda pessoa" de responsabilidade designada, normalmente um membro de alto escalão do Gabinete, como o vice-primeiro-ministro ou o primeiro secretário de Estado. Se as ordens forem executadas, a ação tomada poderá ser o último ato oficial do Governo de Sua Majestade.
Se as cartas não forem utilizadas durante o mandato do primeiro-ministro que as escreveu, serão destruídas sem serem abertas depois de essa pessoa deixar o cargo, de modo que o seu conteúdo permaneça desconhecido de todos, exceto do emissor.

## Processo
Um novo primeiro-ministro escreve um conjunto de cartas após assumir o cargo e ser informado pelo Chefe do Estado-Maior da Defesa "exatamente quais danos um míssil Trident poderia causar". Os documentos são então entregues aos submarinos em envelopes lacrados, e as cartas do primeiro-ministro anterior são destruídas sem serem abertas. As cartas não precisam de ser escritas imediatamente após o briefing sobre as capacidades do Trident e, em qualquer caso, o conjunto de cartas do primeiro-ministro anterior permanece em vigor até que as novas cartas sejam entregues a cada submarino. As cartas a bordo dos submarinos Polaris eram acompanhadas por uma carta separada do Comandante-em-Chefe da Frota, que deveria ser aberta primeiro, pois continha as condições para a abertura da carta do primeiro-ministro; nenhuma carta desse tipo do Comandante-em-Chefe da Frota (posteriormente Comandante da Frota ) foi mencionada nos relatos do procedimento de último recurso para submarinos da classe Vanguard.
Em caso de morte do primeiro-ministro e do decisor alternativo designado como resultado de um ataque nuclear, o(s) comandante(s) de qualquer submarino nuclear em patrulha na época usariam uma série de verificações para determinar se as cartas de último recurso deveriam ser abertas. Em 1983, o procedimento para os comandantes dos submarinos Polaris era abrir a carta do Comandante-em-Chefe da Frota se tivesse havido um ataque nuclear evidente ao Reino Unido ou se as comunicações navais britânicas tivessem cessado por quatro horas. Foi relatado que o processo pelo qual um comandante de submarino Vanguard determinaria a existência contínua do governo britânico envolve a monitorização de uma variedade de sinais de comunicação, com a capacidade ou incapacidade de receber uma transmissão da BBC Radio 4 tendo particular significado.

## Opções
Embora o conteúdo das cartas seja secreto, existem quatro opções "básicas" oferecidas ao primeiro-ministro para inclusão. O primeiro-ministro pode instruir o comandante do submarino a: 
1. retaliar;
2. não retaliar;
3. usar o seu próprio julgamento; ou,
4. colocar o submarino sob o comando de um país aliado, se possível. A Austrália e os Estados Unidos foram mencionados no contexto desta opção específica.[12]

O The Guardian relatou em 2016 que as opções incluem: "Coloque-se sob o comando dos Estados Unidos, se ainda estiver lá", "Vá para a Austrália", "Retalie" ou "Use o seu próprio julgamento". A opção realmente escolhida permanece conhecida apenas pelo autor da carta.

## Ficção
A peça de 2012 de David Greig, The Letter of Last Resort, trata das consequências e paradoxos das cartas. A peça foi encenada pela primeira vez em fevereiro de 2012 como parte de um ciclo de peças sobre "A Bomba" no Tricycle Theatre em Londres, dirigido por Nicolas Kent, com Belinda Lang desempenhando o papel da primeira-ministra entrante e Simon Chandler, o seu conselheiro. A produção também foi encenada no Traverse Theatre em Edimburgo, para o Festival Edinburgh Fringe no final do mesmo ano.  No ano seguinte, foi transmitida pela primeira vez pela BBC Radio 4, com o mesmo elenco,  em 1 de junho de 2013.
As tentativas da KGB de obter o conteúdo das cartas de último recurso fazem parte do enredo do drama de espionagem da Guerra Fria da BBC, The Game (2014).